# Singles - Flirt up your life!
Singles - Flirt up your life! è un videogioco sviluppato dalla Rotobee e pubblicata dalla compagnia tedesca Deep Silver nel 2004.
Il gioco è sostanzialmente simile a The Sims, in quanto il giocatore è responsabile del personaggio che guida, provvedendo a tutte le sue esigenze, dal mangiare al lavorare all'andare a dormire, ecc.
A differenza di quanto accadeva in The Sims il personaggio del gioco non può uscire dalla propria abitazione, salvo che per andare al lavoro, sparendo nel nulla durante l'orario di lavoro, proprio come nel gioco della Maxis. Obiettivo in Singles è trasformare all'interno del gioco un incontro casuale in una relazione sentimentale o sessuale. Al giocatore è lasciata la possibilità di scegliere l'orientamento sessuale del proprio personaggio, indicandogli chi corteggiare.
Il gioco è stato reso disponibile per la vendita via download dal sito della compagnia, con il pagamento richiesto soltanto dopo un'ora di gioco. In Australia è stata vietata la vendita del gioco, per via dei suoi contenuti sessuali, ed è stata ventilata l'ipotesi di applicare il divieto ai minori di 18 anni anche ai videogiochi oltre che ai film e ai film in DVD. Nel gioco, infatti, sono comprese scene di nudità anatomicamente corrette, sia maschile che femminile, oltre che sequenze di sesso e di masturbazione. Solo alla versione del gioco venduta nei negozi statunitensi è stata applicata una censura su queste scene.